# Запис Словића храст (Слатина)
Запис Словића храст (Слатина) се налази на парцели чији је власник Јовановић Оливера.

## Локација
| Општина             | Јагодина                                                                    |
| Катастарска општина | Слатина                                                                     |
| Потес               | Село                                                                        |
| Координате          | 43° 55′ 04″ С; 21° 05′ 15″ И / 43.917900000000003° С; 21.087599999999998° И |
| Надморска висина    | 326m                                                                        |

## Карактеристике
Дендрометријске вредности утврђене на терену и сателитским снимцима:
| Стабло                     | Храст |
| Висина стабла              | m     |
| Обим дебла                 | m     |
| Пречник крошње             | 16m   |
| Пречник дебла              | m     |
| Висина дебла до прве гране | m     |

## База записа
Запис је у оквиру Викимедија пројекта "Запис - Свето дрво" заведен под редним бројем 0723.